# Pandanus pristis
A Pandanus pristis az egyszikűek (Liliopsida) osztályának csavarpálma-virágúak (Pandanales) rendjébe, ezen belül a csavarpálmafélék (Pandanaceae) családjába tartozó faj.

## Előfordulása
A Pandanus pristis előfordulási területe Madagaszkár. Ennek a szigetországnak az egyik endemikus növénye.

## Megjelenése
A növény számos hosszú és vékony, elágazó támasztógyökeret fejleszt. Az ágak végein csokrokban ülnek a hosszú, meghajló levelek, melyeknek szélei tövisesek.

## Képek

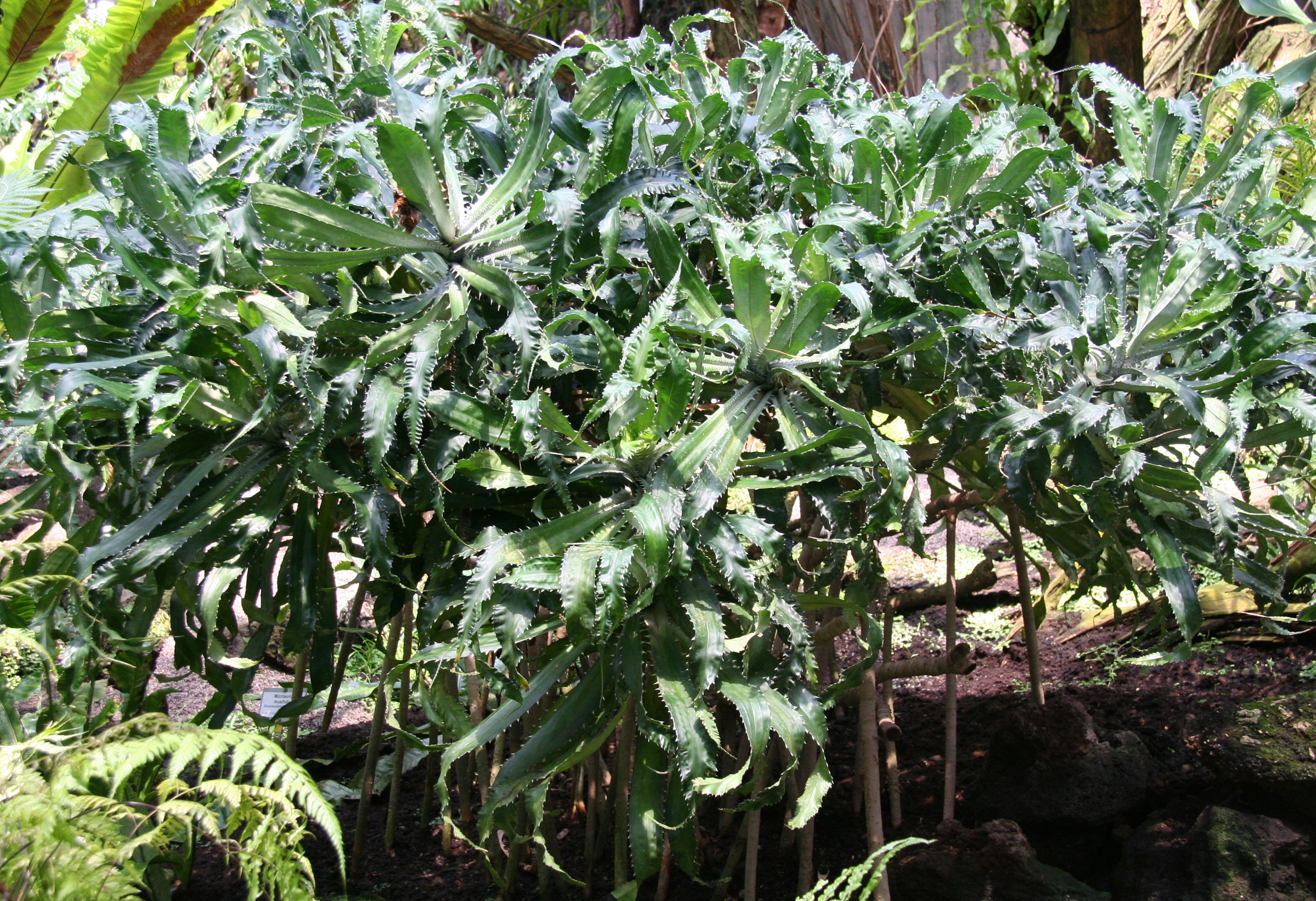
A növény
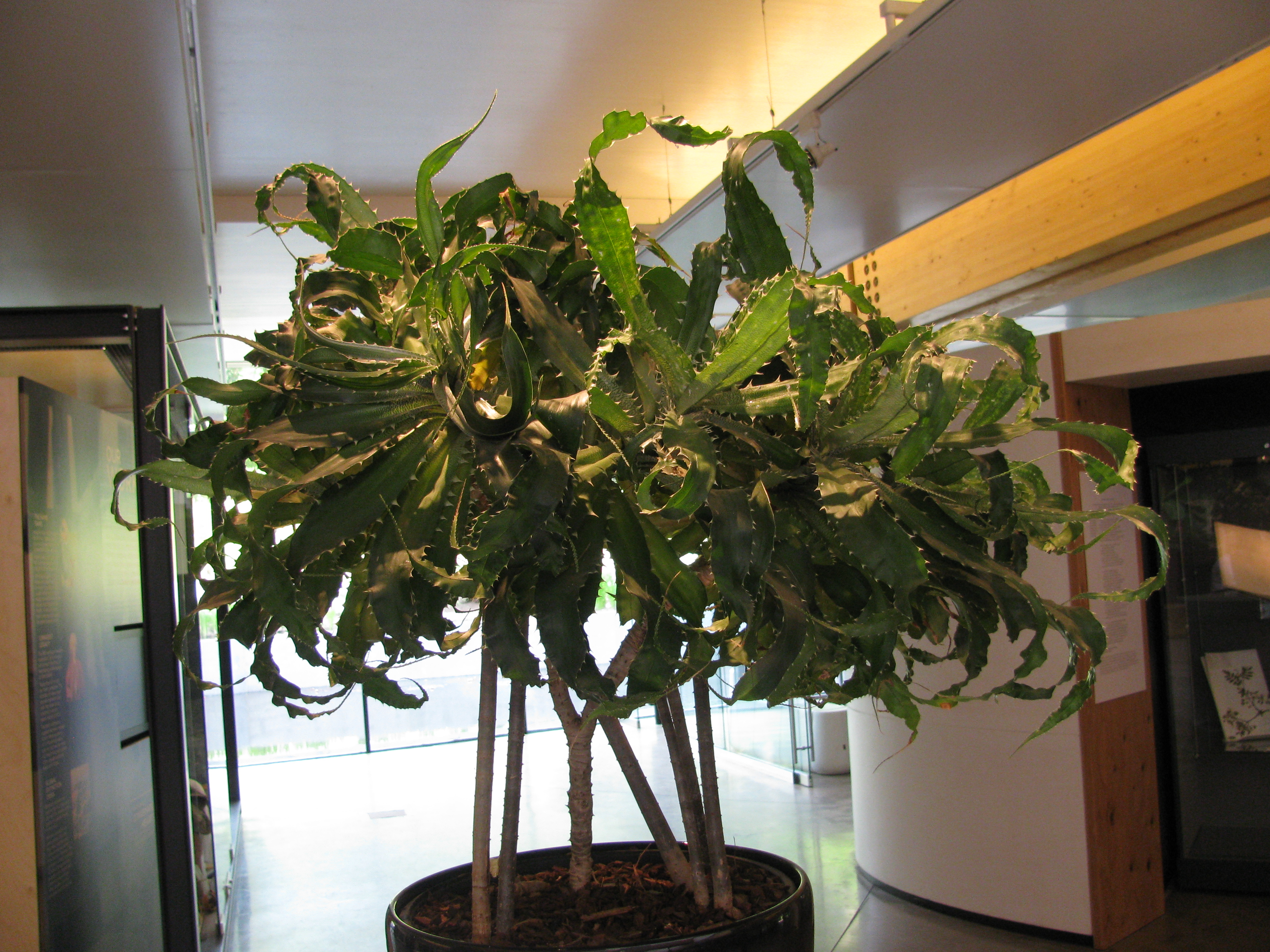
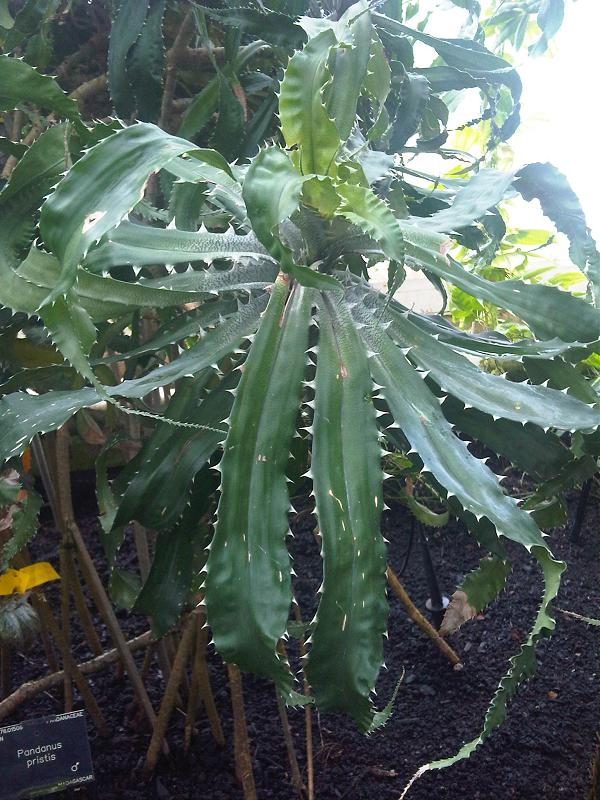
Levelei
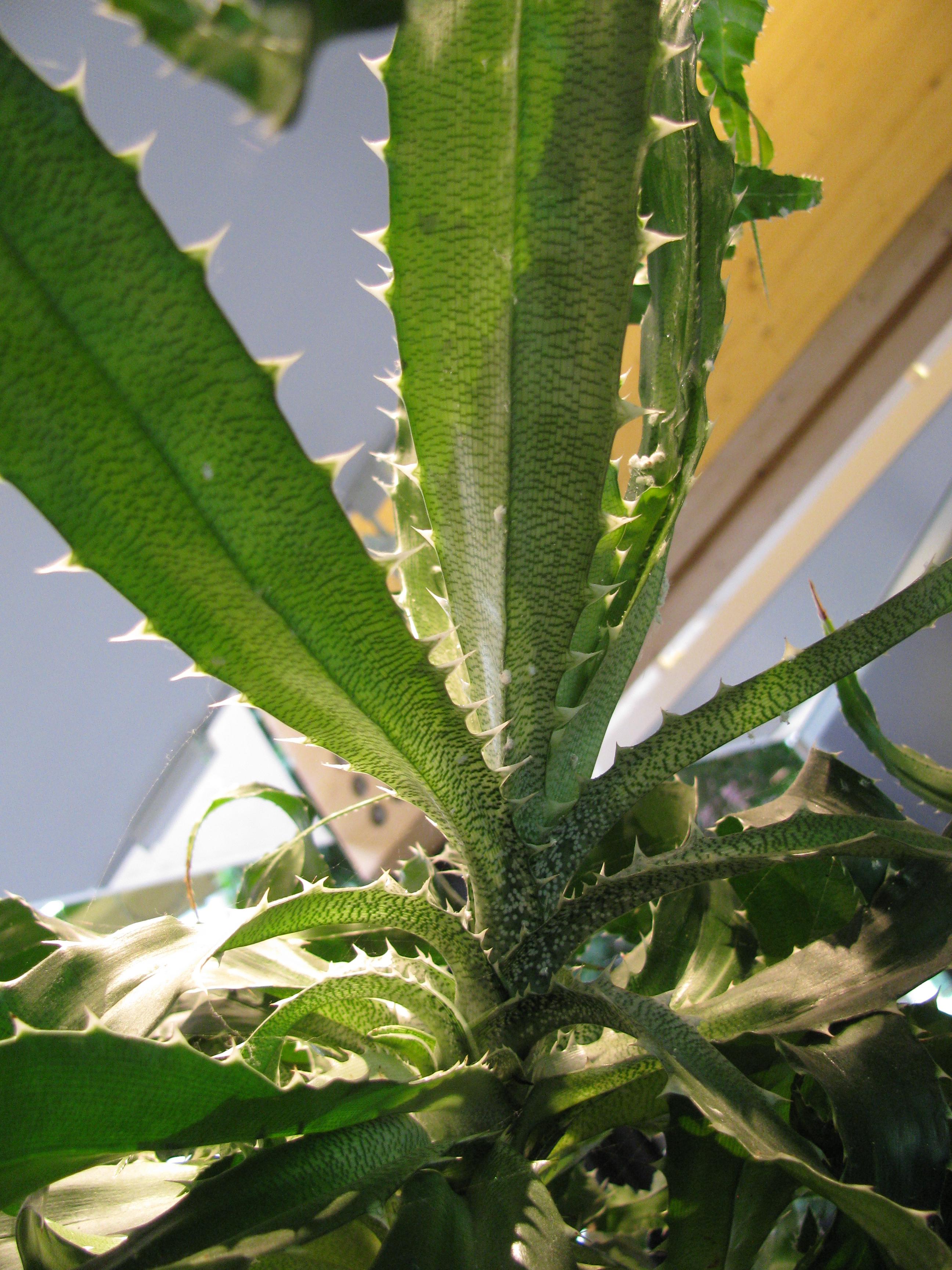
Tövisei közelről
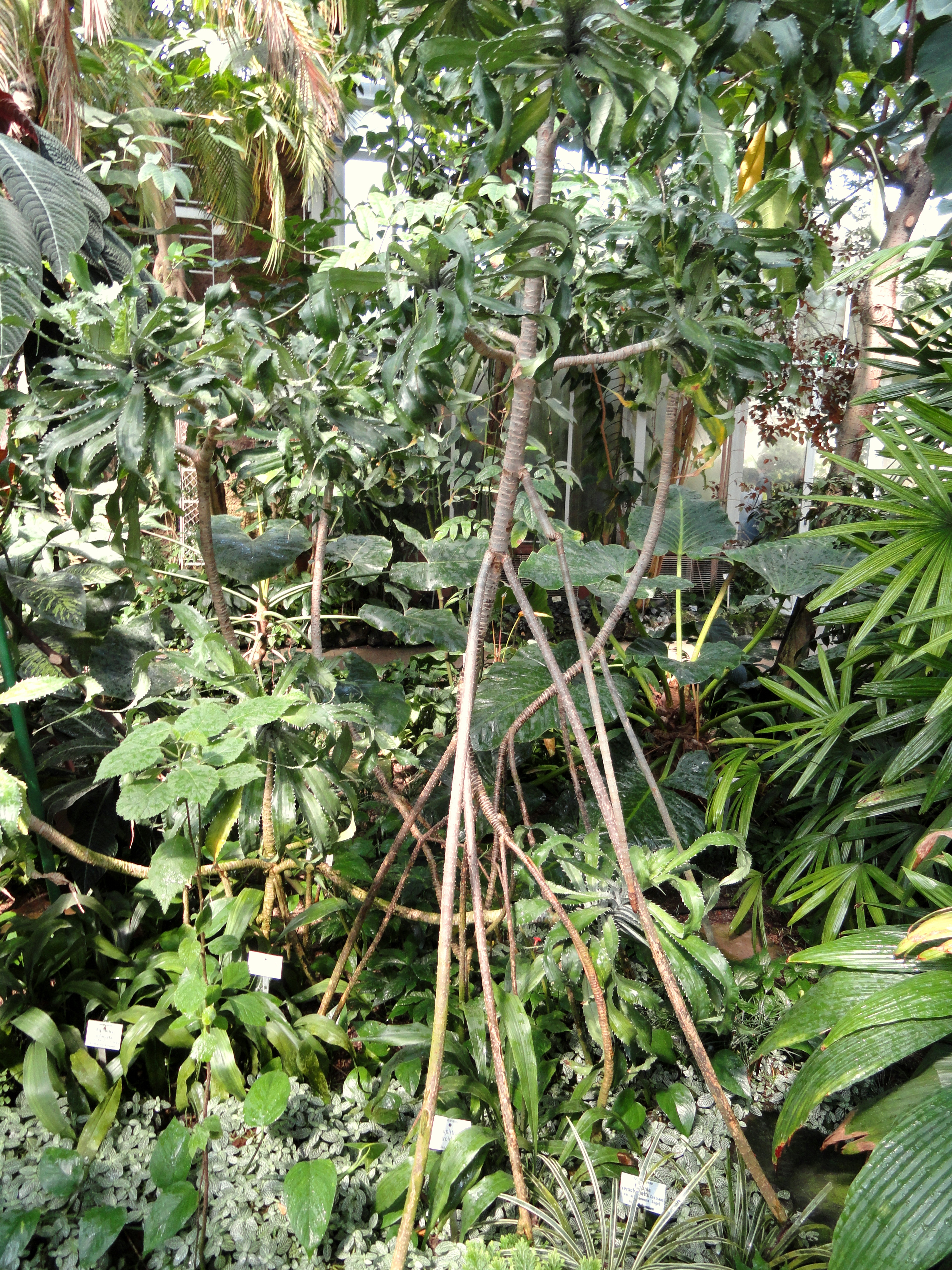
A támasztógyökerei